# France au Concours Eurovision de la chanson 1999
La France a participé au Concours Eurovision de la chanson 1999 à Jérusalem, en Israël. C'est la 42e participation de la France au Concours Eurovision de la chanson.
Le pays est représenté par Nayah et la chanson Je veux donner ma voix, sélectionnés via une finale nationale organisée par France 3.

## Généralités
En 1999, le Concours Eurovision de la chanson est diffusé sur France 3, succédant à France 2 (l'Eurovision ayant été retransmis par Antenne 2 de 1983 à 1992, puis France 2 de 1993 à 1998).
France 3 choisit l'artiste et la chanson pour représenter la France au Concours Eurovision de la chanson 1999 au moyen d'une finale nationale. C'est la première fois qu'une finale nationale est organisée depuis 1987 (organisée cette année-là par Antenne 2).

## Finale nationale
L'émission de la sélection nationale, présentée par Julien Lepers et Karen Cheryl, a eu lieu le 2 mars 1999 à l'Olympia à Paris et retransmise en direct sur France 3 (Julien Lepers commentera seul la finale du 29 mai à Jérusalem).
Douze artistes (solo, duo, groupes) choisis en interne par la chaîne participent à l'émission. Les chansons sont pratiquement toutes interprétées en français (langue officielle de la France), certaines étant partiellement ou intégralement interprétées en hébreu, basque ou arabe.
Les téléspectateurs (appels téléphoniques) et un jury d'experts sont chargés d'élire le représentant de la France. 

### Résultats
| Ordre | Artiste         | Chanson                  | Langue           | Traduction               | Jury   | Jury  | Télévote | Télévote | Place |
| Ordre | Artiste         | Chanson                  | Langue           | Traduction               | Points | Place | Points   | Place    | Place |
| ----- | --------------- | ------------------------ | ---------------- | ------------------------ | ------ | ----- | -------- | -------- | ----- |
| 1     | Alex            | Les Droits de l'âme      | Français         | -                        | 58     | 7e    | 4 497    | 2e       | 4e    |
| 2     | Karine Trécy    | Euroland                 | Français         | -                        | 44     | 11e   | 482      | 11e      | 12e   |
| 3     | Caractère       | Douce                    | Français         | -                        | 90     | 2e    | 1 438    | 7e       | 5e    |
| 4     | Nathalie Marine | C'est souvent ça l'amour | Français         | -                        | 66     | 6e    | 1 680    | 6e       | 6e    |
| 5     | Pedro Alves     | Plus jamais, never more  | Français         | Plus jamais, plus jamais | 89     | 3e    | 3 725    | 3e       | 3e    |
| 6     | Anath           | Go Ahead                 | Français, hébreu | Allez-y                  | 58     | 7e    | 1 186    | 8e       | 7e    |
| 7     | Kukumiku        | Irradaka                 | Basque           | Ressentiment             | 48     | 10e   | 1 084    | 9e       | 10    |
| 8     | Ginie Line      | La Même Histoire         | Français         | -                        | 94     | 1re   | 3 457    | 4e       | 2e    |
| 9     | Mo et la Gazo   | Gazoline                 | Français         | -                        | 72     | 5e    | 378      | 12e      | 9     |
| 10    | Nayah           | Je veux donner ma voix   | Français         | -                        | 85     | 4e    | 11 521   | 1re      | 1re   |
| 11    | Israhn          | Ihtidael                 | Arabe            | Équinoxe                 | 50     | 9e    | 862      | 10e      | 11e   |
| 12    | Uni.T           | Euro Song                | Français         | Euro Chanson             | 26     | 12e   | 2 153    | 5e       | 8e    |

- Première place
- Deuxième place
- Troisième place

Au terme du vote final (cumul du télévote et d'un jury d'experts), Ginie Line avec La Même Histoire et Nayah avec Je veux donner ma voix arrivent premières ex æquo (Ginie Linie est première grâce au jury mais quatrième dans les votes des téléspectateurs tandis Naya arrive en tête grâce au télévote mais est classée quatrième par le jury).
Un règlement spécifique à cette sélection nationale stipule qu'en cas d'égalité entre les candidats, le télévote prédomine. Nayah, première dans le vote des téléspectateurs, est de ce fait déclarée gagnante de cette sélection et représentera donc la France à l'Eurovision se déroulant le 29 mai à Jérusalem. Sa chanson Je veux donner ma voix a été écrite par Pierre-René Colombies (plus connu sous le nom de René Coll) et Pascal Graczyk, et composée par Pascal Arcens et Luigi Rutigliano.

## À l'Eurovision

### Points attribués par la France
| 12 points | Portugal           |
| 10 points | Israël             |
| 8 points  | Allemagne          |
| 7 points  | Croatie            |
| 6 points  | Bosnie-Herzégovine |
| 5 points  | Turquie            |
| 4 points  | Estonie            |
| 3 points  | Suède              |
| 2 points  | Belgique           |
| 1 point   | Slovénie           |

### Points attribués à la France
| 12 points | 10 points | 8 points  | 7 points                       | 6 points |
| --------- | --------- | --------- | ------------------------------ | -------- |
|           |           | - Norvège |                                |          |
| 5 points  | 4 points  | 3 points  | 2 points                       | 1 point  |
|           |           |           | - Irlande - Lituanie - Turquie |          |

Le 29 mai 1999, à Jérusalem, en Israël, lors du 44e Concours Eurovision de la chanson Nayah interprète Je veux donner ma voix en 10e position après le Danemark et avant les Pays-Bas, accompagnée de cinq choristes. Au terme du vote final de tous les pays, la France termine 19e sur 23 pays avec 14 points,.

## Après l'Eurovision 1999
Nayah est sosie professionnel de Céline Dion depuis le début des années 2000, donnant des concerts et spectacles. Elle participe aussi à des émissions de télévision telles quUn dîner presque parfait, The Voice, la plus belle voix ou encore Voix de stars comme candidate ou en tant que jurée dans le jeu musical Together, tous avec moi.
Ginie Line sera mieux connue du grand public grâce à sa participation, l'année suivante, à la comédie musicale Les Dix Commandements, dans le rôle de Néfertari. Karine Trécy, arrivée dernière de cette sélection, retentera sa chance en faisant partie des cinq candidats retenus pour la sélection nationale française 2005.